# دمیتروف دوژه
دمیتروف دوژه (به لهستانی:  Dymitrów Duży) یک روستا در لهستان است که در گمینا بارانوف ساندومیرسکی واقع شده‌است. دمیتروف دوژه ۳۴۵ نفر جمعیت دارد.